# Баламутка (річка)
Баламутка — річка в Україні, у Костянтинівському районі Донецької області, ліва притока Наумихи (басейн Азовського моря).

## Опис
Довжина річки 11 км, похил річки — 7,0 м/км. Формується з декількох безіменних струмків та водойм. Площа басейну 38,8 км².

## Розташування
Бере початок у селищі Дружба. Тече переважно на північний захід через Диліївка і в селі Біла Гора впадає в річку Неумиху, праву притоку Кривого Торця.